# Amphicoma laosana
Amphicoma laosana là một loài bọ cánh cứng trong họ Glaphyridae. Loài này được Keith miêu tả khoa học năm 2007.